# Magic: The Gathering
Magic: The Gathering (poznato i pod "Magic", "MTG", ili "karte Magic") je kolekcionarska kartaška igra koju je osmislio Richard Garfield te ju je predstavio kompaniji Wizards of the Coast 1993. Igra se velikom brzinom proširila svijetom, te je trenutni broj igrača oko 6 milijuna u oko 70 zemalja svijeta, a ima i svoju uspješnu internetsku inačicu. 
Svaka igra predstavlja borbu između dva moćna čarobnjaka, zvana "Planeswalkers". Koristeći magije, artefakte i stvorove uzete iz fantastičnog svijeta i fantastičnih igara uloga (eng. role-playing game, RPG) potrebno je protivniku oduzeti sve živote (počinje se s 20).
Igra se najčešće igra na turnirima, koji se čak održavaju i na Antartici. Same karte su vrijedne, kao i većina drugih kartaških igara, no vrijednost karte MTG-a ovisi o njezinoj moći i koristi u igri. Neke karte, poput Black Lotusa, dostižu cijenu i do 3000$ zbog svoje rijetkosti.  

## Nagrade
1994. Origins Awards za najbolju znanstveno - fantastičnu igru 1993 i najbolju grafiku 1993.
1999. Richard Garfield predstavljen, zajedno s igrom, u Origins Hall of Fame 
2003. GAMES Magazine izabrao je MTG za njihovu igru Hall of Famea

## Način igranja
Svaki igrač za igru mora imati svoj špil od najmanje 60 karata. Posebnost ove igre je da igrači sami sastavlju špilove, te sami izabiru karte za koje smatraju da im najviše odgovaraju u špilu. Da bi igrač odigrao magiju, artefakt ili kreaturu potrebna mu je mana, koju proizvode zemlje (eng. lands). Postoje dvije vrste karata: trajne (one koje ostaju u igri) i netrajne (oni koji nakon igranja odmah utječu na igru, te njihov efekt prestaje i odlaze na groblje (eng. graveyard). 
Trajne karte:
Zemlja: Osnovni resurs igre kojem nije potrebna mana za igru već ju sam proizvodi. Igrač može igrati do jednu zemlju po krugu. Vrste osnovnih zemalja: planina, močvara, otok, ravnica i šuma. 
Stvorovi: Magična bića ili ratnici koji mogu ili napadati ili braniti. Stvorovi mogu posjedovati razne specijane mogućnosti, koje igrač koristi po potrebi. 
Artefakti: Magični objekti, mašine ili oružja koja mogu poboljšati kreature ili omogućiti koristan trajni efekt. 
Čarolije: Trajna čarolija koja ima magični efekt koji utječe na cijelu igru. 
Planeswalkeri: Magična bića ili ratnici koji ne mogu napadati ili braniti, već posjeduju razne specijalne (uglavnom moćne) efekte, koje igrač koristi po potrebi, ali samo jednom i samo u svojem krugu. Stvorovi mogu napadati i planeswalkere umjesto igrača.
Netrajne karte:
Instanti: Magije koje imaju trenutni efekt i nakon toga se stavljaju na groblje. Instanti se mogu igrati u bilo koje vrijeme. 
Čari: Magije slične instantima (obično su moćnije) i mogu se igrati samo za vrijeme svog kruga. 

## Boje MTG-a
Bijela je boja reda, organizacije, čistoće, zakona, pravde i svijetla. Tipični bijeli stvor je vitez, anđeo, svećenik itd. Tokom igre, snaga bijele boje leži u zaštiti, liječenju i pojačavanju svojih stvorova.
Plava je boja znanja, iluzije, razuma, snova, manipulacije i prijevare, te je tematski napravljena po elementima zraka i vode. Klasični plavi stvor može biti vodeni i zračni duh, vila, čarobnjaci i merfolci. Plava se zasniva na zabranama i ograničenjima koje se postavljaju suprotnom čarobnjaku, te ponajviše omogućuje dodatne karte. 
Crna je boja smrti, tame, korupcije, sebičnosti, ambicije i očaja, iako ne nužno zla. Klasični crni stvor može biti demon, vampir, štakor, imp i nekromant. Crna boja je najbolja za uništavanje protivničkih stvorova i karata te vraćanju mrtvih stvorova.
Crvena je boja kaosa, destrukcije, rata, 
umjetnosti, strasti i bijesa. Munja i vatra predstavljaju njezine klasične elemente. Zmajevi, patuljci, goblini, orkovi su najčešći crveni stvorovi. Crvena služi za uništavanje protivničkih stvorova i zemalja.
Zelena je boja života, prirode, instinkta i samostalnosti. Tipični zeleni stvor je vilenjak, insekt, kentaur i druid. Zelena predstavlja najjače stvorove u igri, te se najviše oslanja na njihovu snagu.

## Cijene karata
Karte MTG-a ponekad postižu troznamenkaste cijene. Na primjer, cijena karte Snapcaster Mage se kreće oko 100 kuna, dok karta Dark Confidant vrijedi oko 450.

## Vanjske poveznice
- magic the gathering stats  Arhivirana inačica izvorne stranice od 10. ožujka 2016. (Wayback Machine) Magic online tournament archives and deck lists
- Magic: The Gathering u Hrvatskoj - vodič za kako i gdje igrati Magic: The Gathering u Hrvatskoj